# Noorderkwartier (Leiden)
Het Noorderkwartier (benaming voor de 'noordelijke wijk') is een wijk in de Nederlandse stad Leiden, in het district Leiden-Noord. De wijk wordt in het noorden begrensd door de Slaaghsloot, in het zuiden door de Maresingel en de Herensingel, in het westen door de Gooimeerlaan en de Driemanschapskade en in het oosten door de Kooilaan. De Willem de Zwijgerlaan snijdt de wijk in twee delen.

## Geschiedenis
In 1915 werden huizen op de plaats van de huidige Julianastraat gesloopt om plaats te maken voor sociale woningbouw. De voormalige Gasthuislaan werd daarbij omgedoopt tot de Alexanderstraat, de Buitenlaan tot de Waldeck Pyrmontstraat en de Heerenlaan in Julianastraat en werd de Anna Pauwlonastraat aangelegd.
Tussen 1917 en 1921 werden er ten noorden van de Willemstraat woningen gebouwd in de Bronkhorststraat en de Molenstraat. In 1923 werden woning gebouwd ten noorden van de Sophiastraat, onder meer de huidige Dillenburgerstraat. Dit complex werd later bekend als 'de platte daken'. In 1925 werd het grootste monument van de wijk, de Josephkerk, gebouwd aan de Herensingel. In 1927 hield Buurtvereniging Noorderkwartier haar eerste Sinterklaasfeest. Op 10 december 1944 vond een bombardement plaats op het station Leiden Heerensingel, voormalig eindpunt van de Haarlemmermeerspoorlijn Hoofddorp - Leiden Heerensingel, dat nog in gebruik was als goederenstation. Dit werd gemist, maar er was wel veel schade rond de Sophiastraat, achter de Josephkerk, de Alexanderstraat, en in de Prinsenstraat. Er werden in totaal vijf huizen verwoest, en er kwamen negen bewoners om uit de Sophiastraat, Alexanderstraat en de Prinsenstraat. Vier van de slachtoffers woonden in de Alexanderstraat, en tussen de nummers 13 en 15 is een gedenkteken ter nagedachtenis aan de slachtoffers te vinden. Deze plaquette is in 1946 door woningbouwvereniging Ons Belang geplaatst bij de herbouw van de huizen. In 1980 werd de sloop van de 'platte daken' en nieuwbouw van 92 huizen in de wijk voltooid..

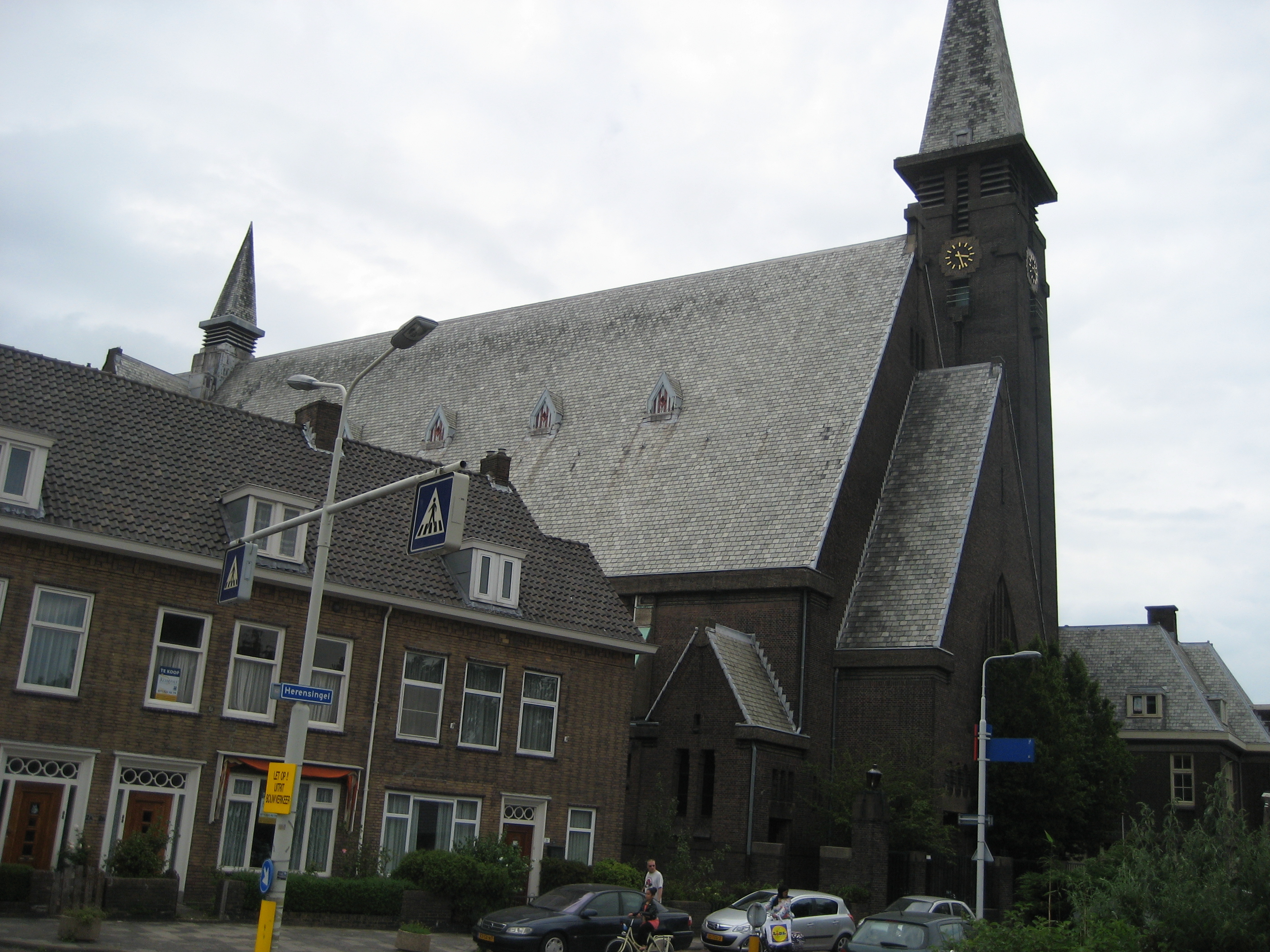
Josephkerk (architecten Leo van der Laan & Jan van der Laan)
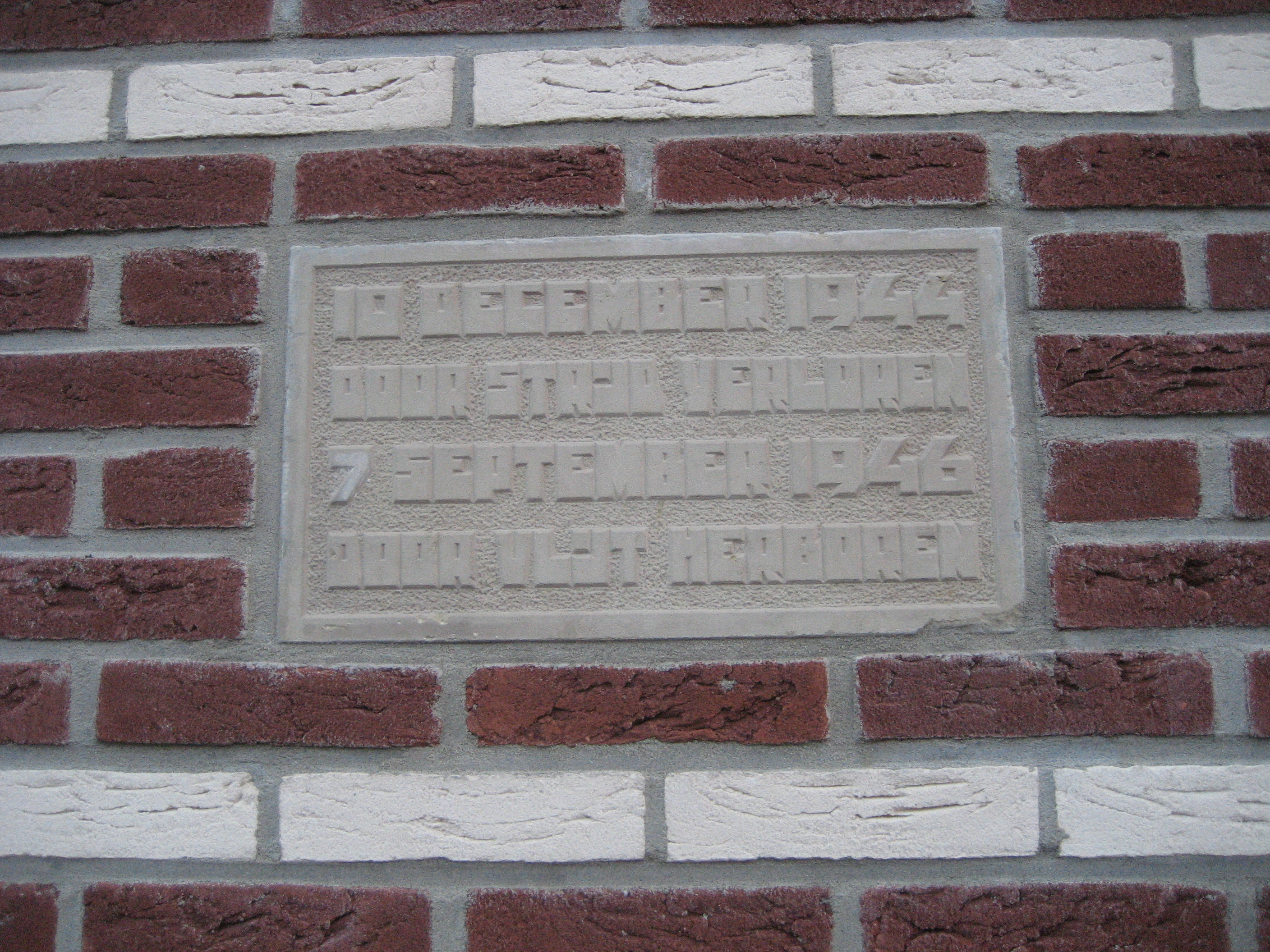
Plaquette bombardement

Districten:
Binnenstad noord ·
Binnenstad zuid ·
Boerhaavedistrict ·
Bos- en Gasthuisdistrict ·
Leiden-Noord ·
Merenwijkdistrict ·
Morsdistrict ·
Roodenburgerdistrict ·
Stationsdistrict ·
Stevenshofdistrict

Buurten:
Tabellen ·
Academiewijk ·
Bockhorst ·
Boshuizen ·
Burgemeesters- en Professorenwijk ·
Cronestein ·
D'Oude Morsch ·
De Camp ·
De Kooi ·
De Waard ·
Dobbewijk-Noord ·
Dobbewijk-Zuid ·
Fortuinwijk-Noord ·
Fortuinwijk-Zuid ·
Gasthuiswijk ·
Groenoord ·
Haagweg-Noord ·
Haagweg-Zuid ·
Havenwijk-Noord ·
Havenwijk-Zuid ·
Hoge Mors · 
Houtkwartier · 
Klein Cronestein · 
Kloosterhof · 
Lage Mors · 
Leedewijk-Noord ·
Leedewijk-Zuid ·
Leeuwenhoek ·
Levendaal-Oost ·
Levendaal-West ·  
Maredorp ·
Meerburg ·
Merenwijk-Centrum ·
Molenbuurt ·
Nieuw Leyden ·
Noorderkwartier ·
Noordvest ·
Oostvliet ·
Pancras-Oost ·
Pancras-West ·
Pesthuiswijk ·
Pieterswijk ·
Professorenwijk-Oost ·
Professorenwijk-West ·
Raadsherenbuurt ·
Rijndijkbuurt ·
Roomburg ·
Schenkwijk ·
Slaaghwijk ·
Stationskwartier ·
Stevenshof ·
Transvaalbuurt ·
Tuinstadwijk ·
Vogelwijk ·
Vreewijk ·
Waardeiland ·
Zijlwijk-Noord ·
Zijlwijk-Zuid

Zuid-Holland: steden en dorpen      Nederland: provincies · gemeenten